# Cathédrale Saint-Georges de Limbourg
Cette  cathédrale n’est pas la seule cathédrale Saint-Georges.
La cathédrale Saint-Georges (en allemand : Georgsdom ou Limburger Dom) est un édifice religieux du XIIIe siècle sis au sommet d'un rocher dominant la vieille ville de Limbourg-sur-la-Lahn en Hesse (Allemagne). L'édifice qui fait une synthèse accomplie du style roman tardif et du gothique primitif est l'église cathédrale du diocèse de Limbourg. En 1911 l'historien de l'architecture Georg Dehio dans le volume no 4 sur Allemagne du sud-ouest de son manuel des monuments de l'art allemande estime cette église: « Pour l'epoche du gothique primitif, en Allemagne tellement brève, et en quelle il fut rarement possible à achever un œuvre, Saint-George à Limbourg est un monument de valeur singulier. »

## Histoire
La première église sur le rocher de Limbourg a été construite en 910 par Konrad Kurzbold. Au cœur de la cathédrale d'aujourd'hui, les contours de l'ancienne église ne sont plus visibles.
La date de pose de la première pierre n'est pas connue. Toutefois, des recherches faites sur le bois utilisé à l'intérieur de la cathédrale donnent une information sur la période dans laquelle elle a été construite. Selon les estimations, la construction a commencé vers 1200, peut-être dès 1190. La cathédrale fut consacrée en 1235 par Théodoric von Wied, l'archevêque de Trèves.
Le diocèse compte actuellement environ 700 000 catholiques et est l'un des diocèses les plus jeunes. Franz-Peter Tebartz-van Elst en a été nommé nouvel évêque le 28 novembre 2007, et a pris ses fonctions le 20 janvier 2008. À la suite de la démission de ce dernier en 2014, Georg Bätzing est l'évêque du diocèse depuis juillet 2016.
Le trésor de la cathédrale conserve le reliquaire de la férule pétrinienne datant du Xe siècle.

## Architecture
Le plâtre polychrome de l'extérieur, composé de blanc, rouge, ocre, noir et un peu de vert, a été restauré à partir de 1968 à 1972.
Les grandes proportions s'apparentent à l'art roman, mais presque tous les détails sont gothiques. Ainsi, toutes les portes, les fenêtres et les arcatures ont des arcs brisés. Toutes les voûtes sont ogivales et on note la présence d'arcs-boutants.
Les mesures extérieures sont de 54,5 mètres de long, avec une largeur de 35,4 mètres ce qui reste plutôt modeste pour une cathédrale. Pourtant, la structure est richement divisée et elle dispose de sept flèches (en référence aux sept sacrements). Les plus trapues sont les tours du côté ouest avec une hauteur de 37 m.  La tour-lanterne dépasse toutes les autres en hauteur, culminant à 66 mètres. Le toit du vaisseau central est continu jusqu'à la façade orientale. Le massif occidental est caractéristique de l'architecture romane de transition dans le Saint-Empire romain germanique.
En effet, on retrouve souvent ce type de façade en Rhénanie, par exemple à Xanten, Andernach ou Coblence. L'élément le plus remarquable de cette façade est un large oculus composé de huit petites rosaces, ce qui rend la façade très éclairée (la rosace symbolisant le mystère de la résurrection). 
À l'intérieur de la cathédrale (nef et chœur), les piles courent de façon ininterrompue le long des trois niveaux de l'élévation (composée de grandes arcades, d'une tribune et d'un triforium), ce qui marque de façon très nette la verticalité de l'édifice. Le décor se démarque par de riches peintures.

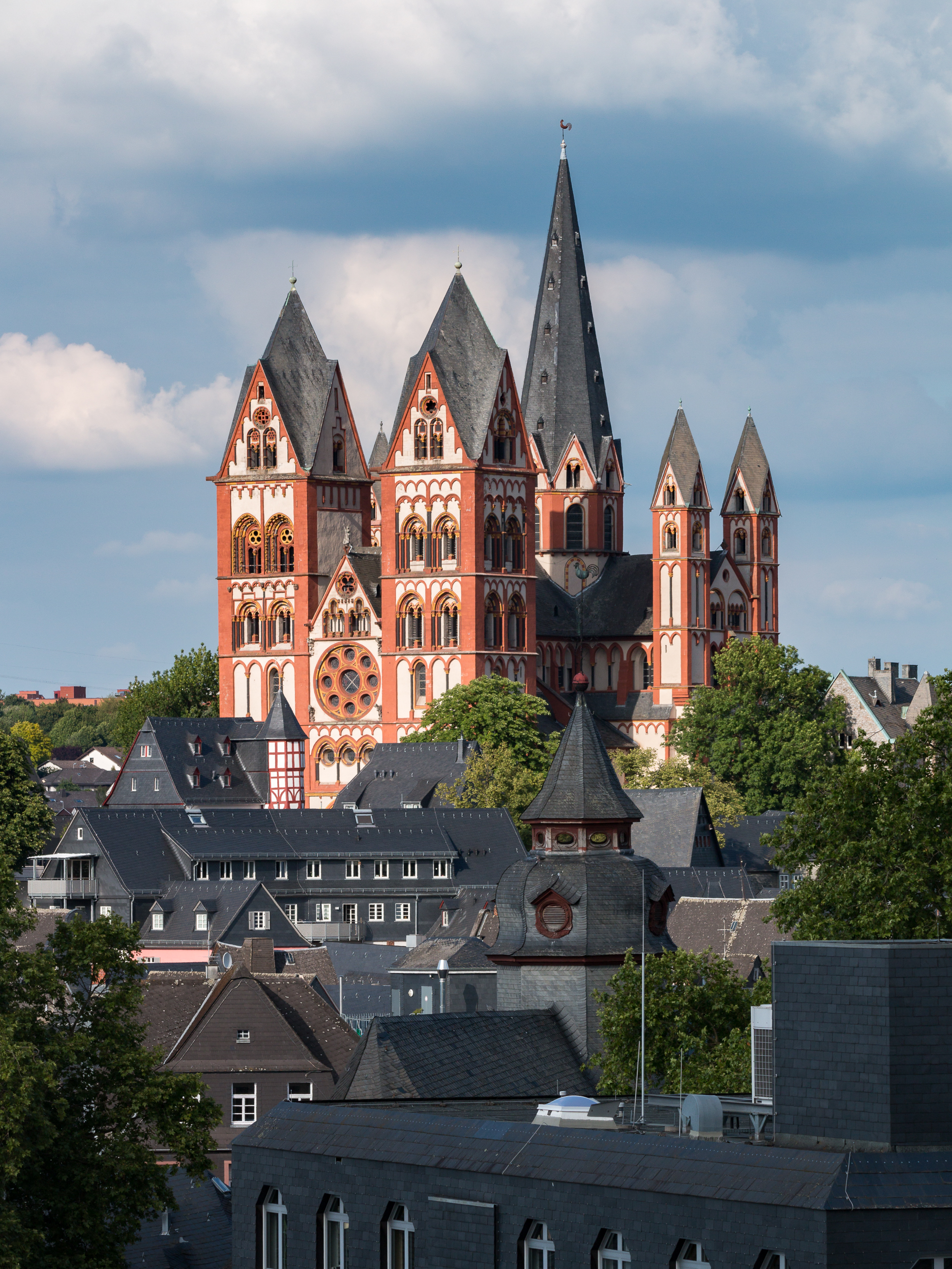
L'église dominant la ville.
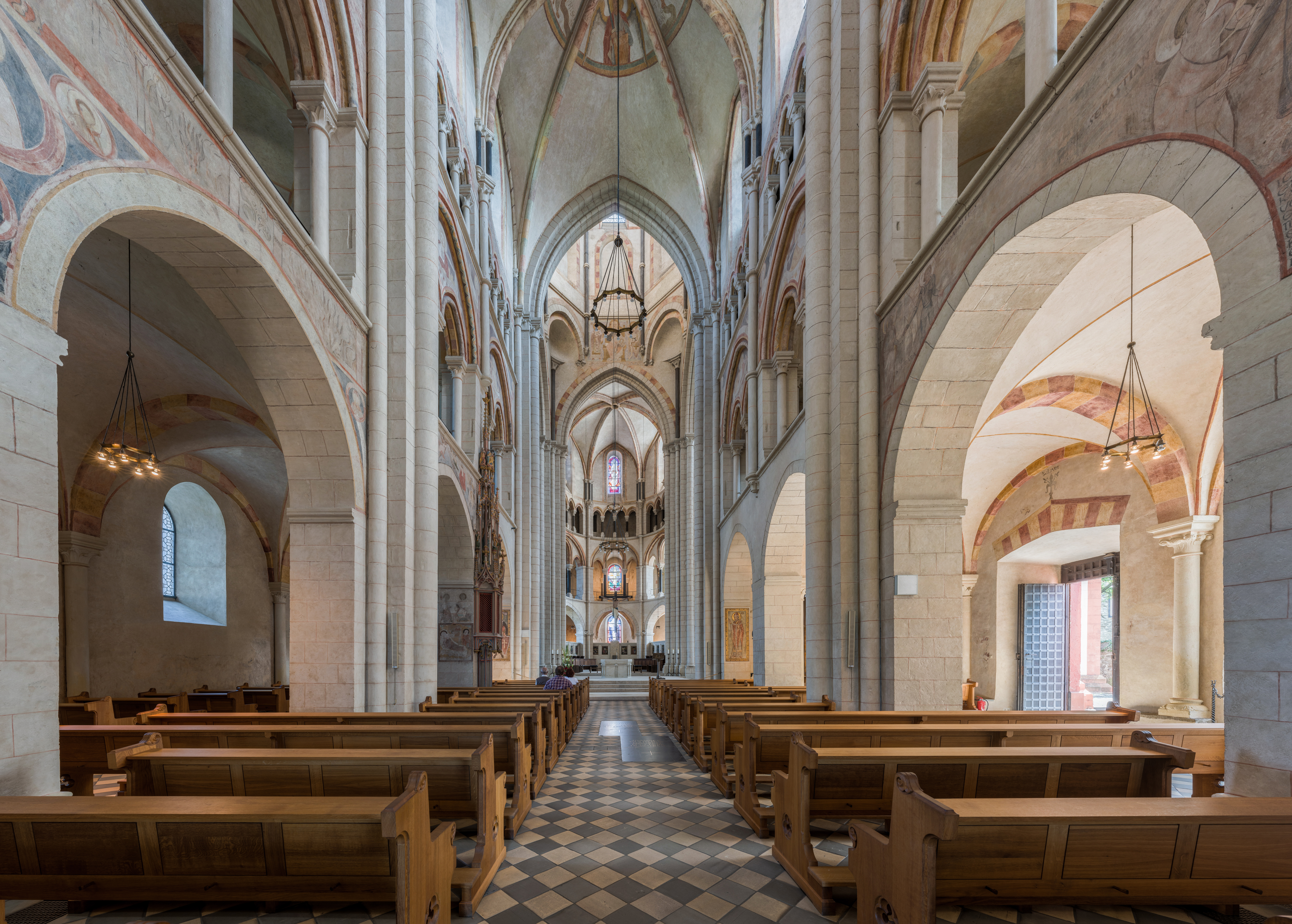
La nef.
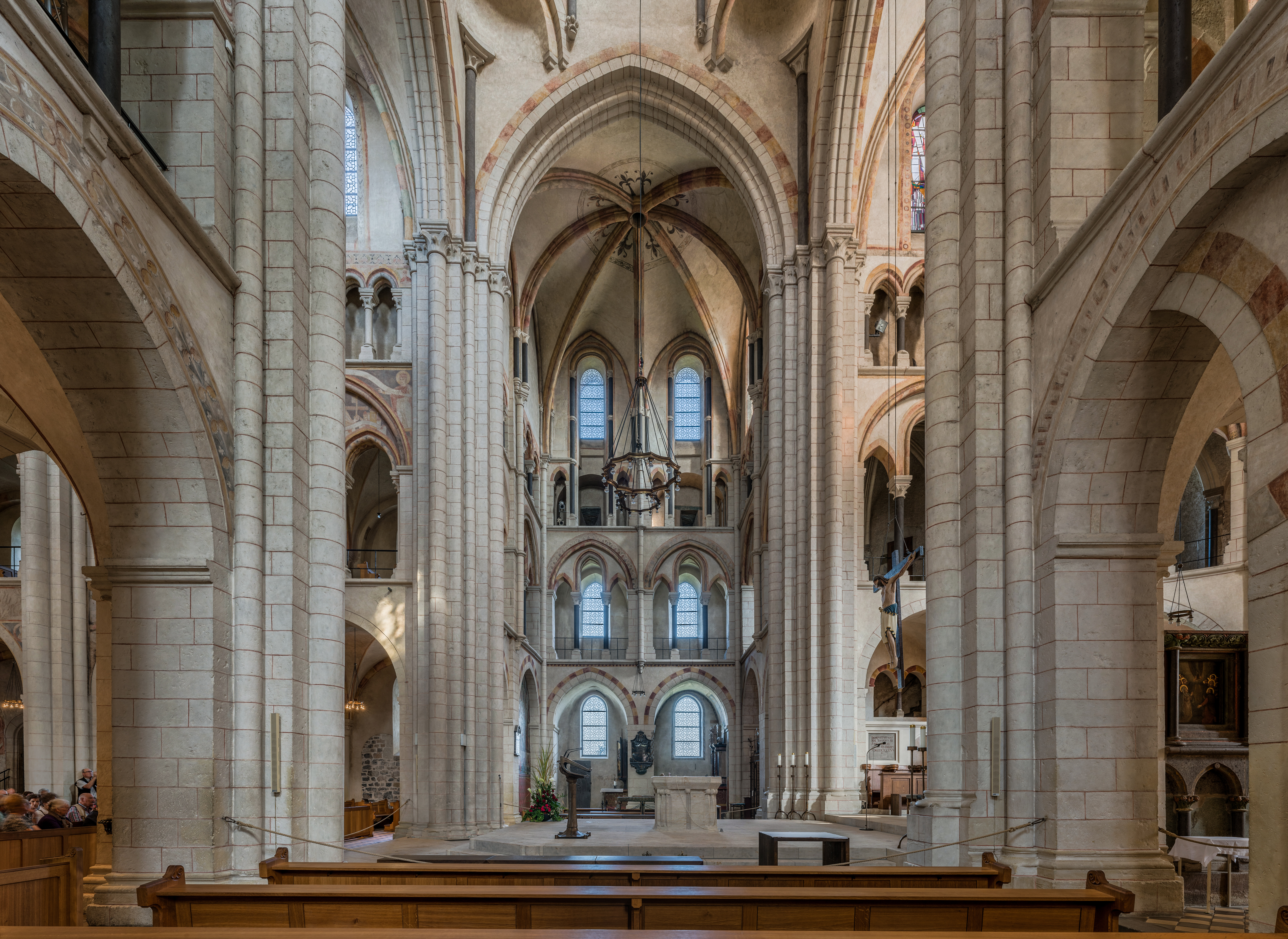
Le transept.

## Source
- (en) Cet article est partiellement ou en totalité issu de l’article de Wikipédia en anglais intitulé « Limburg Cathedral » (voir la liste des auteurs).

### Articles lié
- Liste des cathédrales d'Allemagne